# Rhytidiadelphus loreus
Rhytidiadelphus loreus ist ein pleurokarpes Laubmoos aus der Familie Hylocomiaceae. Deutschsprachige Namen sind Schöner Runzelbruder, Schöner Runzelpeter, Schönes Kranzmoos oder Riemenstengel-Kranzmoos.

## Merkmale
Rhytidiadelphus loreus gehört zu den attraktiven Vertretern der mitteleuropäischen Moosflora. Diese Art bildet lockere, oft ausgedehnte, olivgrüne bis bräunlichgrüne und etwas glänzende Rasen mit bis 20 Zentimeter langen, einfachen oder mehrfach gegabelten und unregelmäßig fiederig verzweigten Stämmchen. Die Äste sind einfach und abstehend, oft auch ausläuferartig verlängert. Stämmchen und Äste sind dicht beblättert. Die Stämmchenblätter sind sichelförmig-einseitswendig, sparrig abstehend bis zurückgekrümmt, aus der breit-eiförmigen, tief längsfaltigen Blattbasis in eine lange und schmale Spitze ausgezogen, um 4 Millimeter lang und haben deutlich gezähnte Blattränder. Die Blattrippe ist kurz und doppelt, öfters fehlt sie ganz. Astblätter sind weniger stark sichelförmig sowie etwas schmäler und kleiner.
Die Blattzellen sind linealisch, dickwandig, getüpfelt und an den Enden abgerundet, etwa 7 µm breit und 10 bis 15 mal so lang. An der Blattbasis sind die Zellen orangefarben, etwas breiter und stärker getüpfelt. Blattflügelzellen sind nicht besonders differenziert.
Das diözische Moos fruchtet gelegentlich. Der Sporophyt entwickelt eine 2 bis 4 Zentimeter lange, purpurne Seta mit einer kugeligen bis kurz-eiförmigen, 2 bis 2,4 Millimeter langen Kapsel. Der Kapseldeckel ist annähernd halbkugelig und mit einem Spitzchen versehen. Sporenreifezeit ist im Winter.

## Verbreitung und Standortansprüche
Das kalkmeidende Moos wächst auf saurem Humus, Rohhumus oder Torf an feuchten, schattigen Standorten, besonders in Nadelwäldern.
Die europäische Verbreitung hat ihren Schwerpunkt in den nordwestlichen Teilen, in Norwegen reicht sie bis über den Polarkreis hinaus. In Mittel- und Südeuropa beschränken sich die Vorkommen hauptsächlich auf die montanen Bereiche der Gebirge. Nach Osten hin gibt es Vorkommen bis zu den Karpaten. Weiters kommt das Moos vor auf den Färöern, auf Island, Grönland, den Azoren und Madeira sowie in Nordamerika.